# Icius zhengi
Icius zhengi (лат.) — вид пауков-скакунчиков рода Icius из подсемейства Salticinae (Salticidae). Эндемик Китая (Тибетский автономный район).

## Этимология
Видовое название zhengi дано в честь профессора Гуанмэй Чжэна (Guangmei Zheng), крупного орнитолога, специалиста по экологии и поведению птиц.

## Распространение
Эндемик Китая: Тибетский автономный район, район Дёлунгдечен округа Лхаса (29,6532°N, 90,8511°E). Типовые экземпляры найдены на высотах 3913 м.

## Описание
Мелкие пауки-скакунчики, длина карапакса голотипа самца 1,99 мм (ширина 1,37), длина брюшка 1,81 мм (ширина 1,34 мм). Формула ног самца 4132. Карапакс темно-коричневый, глазное поле черное, с белыми чешуйками по краю и в середине, черными и желтыми чешуйками в остальных местах. Хелицеры коричневые, с двумя промаргинальными и одним ретромаргинальным зубцами. Брюшко покрыто белыми чешуйками в передней средней части и по боковым сторонам, в остальных местах коричнево-черное. Ноги коричневые, нога I темнее остальных. Длина карапакса самки 2,10 мм (ширина 1,48 мм), длина брюшка 2,83 мм (ширина 1,59 мм). Формула ног самки 4312. Карапакс самки коричневый, с белыми и желтыми чешуйками; брюшко темно-коричневое, с желтовато-коричневыми отметинами; ноги желтые. Живет в гнездовых скоплениях под грудой валунов.